# Odunpazarı

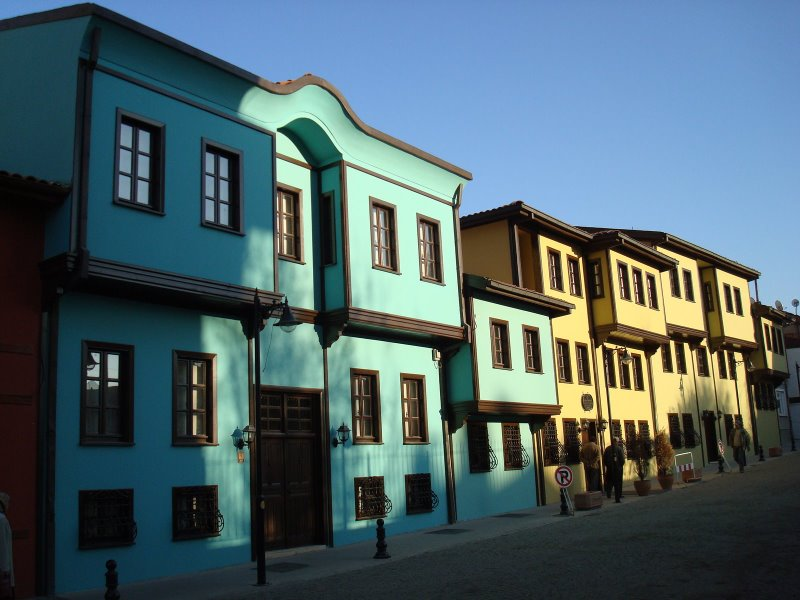
Häuser in Odunpazarı

Odunpazarı ist eine Stadtgemeinde (Belediye) im gleichnamigen Ilçe (Landkreis) der Provinz Eskişehir in der türkischen Region Zentralanatolien und gleichzeitig ein Stadtbezirk der 1993 gebildeten Büyükşehir Belediyesi Eskişehir (Großstadtgemeinde/Metropolprovinz). Odunpazarı ist seit der Gebietsreform ab 2013 flächen- und einwohnermäßig identisch mit dem Landkreis.

## Geografie
Der Landkreis liegt im Westen der Provinz und umschließt den südlichen Teil der Provinzhauptstadt. Er grenzt im Norden an Tepebaşı, im Osten an Alpu, im Süden an Mahmudiye und Seyitgazi und im Westen an die Provinz Kütahya. Von Eskişehir aus verlaufen zwei Straßen nach Südwesten durch den Ilçe, die E 90, die von Çanakkale über Bursa kommt und weiter über Ankara und Adana bis zur irakischen Grenze führt, sowie die D-665 nach Afyonkarahisar. Von Süden kommend fließt der Fluss Ilıca Deresi durch den Landkreis und mündet westlich der Hauptstadt in den Porsuk Çayı. Dieser folgt etwa der Nordgrenze zum Ilçe Tepebaşı und ist im Nordwesten zum Stausee Porsuk Barajı aufgestaut, von dem ein kleiner Teil im Landkreis Odunpazarı liegt.
Von der Provinzhauptstadt nach Süden führt die Strecke Eskişehir-Konya der Anatolischen Eisenbahn.
Die historische Altstadt von Odunpazarı steht seit 1912 auf der Tentativliste der UNESCO und bewirbt sich damit um Aufnahme in das UNESCO-Welterbe.

## Verwaltung
Durch das Gesetz Nr. 5757 wurde der hauptstädtische zentrale Landkreis (Merkez İlçe) 2008 in zwei gleich große Kreise geteilt: den nördlicher gelegenen, etwas größeren Landkreis Tepebaşı und eben den südlicheren Kreis Odunpazarı. Aus dem aufgelösten zentralen Kreis kamen 41 Dörfer (Köy) zum neuen Kreis. Zudem wurde die Provinzhauptstadt Eskişehir geteilt, zur Stadt Odunpazarı kamen 42 der 97 Mahalle. Durch diese Aufteilung existierte die Stadt Eskişehir als Ganzes danach nicht mehr und tauchte auch in den Statistiken (des TÜIK) nicht mehr auf.
Ab dem Jahr 2013 erfolgte die (zweite Stufe der) Verwaltungsreform, die sich bis zu den Lokalwahlen 2014 hinzog. Hierbei wurden alle 41 bestehenden Dörfer in Mahalle umgewandelt und in Tepebaşı eingegliedert, so dass schließlich nur noch die Stadt Odunpazarı im Kreis existierte, mit nun 85 Mahalles. Jedem Mahalle steht ein Muhtar als oberster Beamter vor.
Ende 2020 lebten durchschnittlich 4.885 Menschen in jedem Mahalle. Die bevölkerungsreichsten waren dabei Emek Mah. (55.393), Büyükdere Mah. (27.889), Gökmeydan Mah. (26.769) und 71 Evler Mah. (26.215 Einw.).

## Sehenswürdigkeiten
- Odunpazarı Modern Müze, nach Entwurf des japanischen Architekturbüros Kengo Kuma & Associates im Jahr 2019 eröffnetes Museum für zeitgenössische Kunst
- In Odunpazarı befindet sich das einzige Meerschaum-Museum der Welt.